# Hansjürgen Daheim
Hansjürgen Daheim (* 16. Dezember 1929 in Essen; † 1. September 2023) war ein deutscher Soziologe und Hochschullehrer.

## Leben und Wirken
Hansjürgen Daheim studierte zunächst von 1950 bis 1952 Katholische Theologie an der Universität Bonn, wechselte anschließend jedoch zu einem Studium der Soziologie, Sozialpolitik und Betriebswirtschaftslehre an der Universität Köln. Im Fach Soziologie wurde er insbesondere durch René König geprägt. Nach seiner Prüfung zum Diplom-Kaufmann 1955 promovierte er 1957 mit einer Dissertation über „Die Sozialstruktur eines Bürobetriebes“ zum Dr. rer. pol. Von 1958 bis 1966 war er als wissenschaftlicher Assistent am Institut für Mittelstandsforschung der Universität Köln tätig und zugleich von 1962 bis 1966 Lehrbeauftragter an der Universität Köln. Dort habilitierte er sich 1966. Von 1967 bis 1979 hatte Daheim eine ordentliche Professur für Soziologie an der Universität Regensburg inne. Gastprofessuren führten ihn 1971/72 an die University of Calgary und 1977 an die University of Connecticut. Von 1979 bis zu seiner Emeritierung 1995 lehrte der Soziologie an der Universität Bielefeld. Dort leitete er u. a. das Zentrum für Wissenschaft und berufliche Praxis.

## Veröffentlichungen (Auswahl)
- Der Beruf in der modernen Gesellschaft. Versuch einer soziologischen Theorie beruflichen Handelns (= Beiträge zur Soziologie und Sozialphilosophie, Bd. 13). Kiepenheuer & Witsch, Köln 1967 (= Habilitationsschrift Universität Köln).
- (mit Wolfgang Kaupen): Der Diplomlandwirt (= Schriften zur Mittelstandsforschung, Bd. 56). Kölner Universitätsverlag, Köln 1972.
- Professionalisierung. Begriff und einige latente Makrofunktionen. In: Günter Albrecht u. a. (Hrsg.): Soziologie. Sprache, Bezug zur Praxis, Verhältnis zu anderen Wissenschaften. René König zum 65. Geburtstag. Westdeutscher Verlag, Opladen 1973, S. 232–249, ISBN 3-531-11111-6.
- Sozialprestige und soziale Schichtung. In: David W. Glass (Hrsg.): Soziale Schichtung und soziale Mobilität (= Kölner Zeitschrift für Soziologie und Sozialpsychologie, Sonderhefte, Bd. 5). Westdeutscher Verlag, Opladen 1974, S. 65–103, ISBN 3-531-10929-4.
- Beruf, Industrie, sozialer Wandel in unterentwickelten Ländern (= Handbuch der empirischen Sozialforschung, Bd. 8). 2. Aufl. Enke, Stuttgart 1977, ISBN 3-432-86932-0.
- (Hrsg.): Sozialisationsprobleme arbeitender Jugendlicher. Untersuchungen zum vierten Jugendbericht. Zwei Bände. Verlag Deutsches Jugendinstitut, München 1978.
- (mit Ulrich Beck u. Michael Brater): Soziologie der Arbeit und der Berufe (= Rowohlts deutsche Enzyklopädie, Bd. 395). Rowohlt, Reinbek 1980, ISBN 3-499-55395-3.
- Zu einer Zwischenbilanz der soziologischen Berufsforschung. In: Gert Schmidt u. a. (Hrsg.): Materialien zur Industriesoziologie (= Kölner Zeitschrift für Soziologie und Sozialpsychologie, Sonderhefte, Bd. 24). Westdeutscher Verlag, Opladen 1982, S. 372–384, ISBN 3-531-11615-0.
- (mit Jae-Hyeon Choe): Rückkehr- und Bleibeperspektiven koreanischer Arbeitsmigranten in der Bundesrepublik Deutschland (= Beiträge zur Gesellschaftsforschung, Bd. 5). Lang, Frankfurt/M. 1987, ISBN 3-8204-9735-8.
- Strukturwandel der Arbeitsgesellschaft. Eine historisch-soziologische Skizze. In: Hansjürgen Daheim u. a. (Hrsg.): Soziale Chancen. Forschungen zum Wandel der Arbeitsgesellschaft. Campus, Frankfurt/M. 1992, S. 13–33, ISBN 3-593-34675-3.
- Die strukturell-funktionale Theorie. In: Günter Endruweit (Hrsg.): Moderne Theorien der Soziologie.  strukturell-funktionale Theorie, Konflikttheorie, Verhaltenstheorie. Ein Lehrbuch. Enke, Stuttgart 1993, S. 23–86, ISBN 3-432-25271-4.
- (mit Günther Schönbauer): Soziologie der Arbeitsgesellschaft. Grundzüge und Wandlungstendenzen der Erwerbsarbeit. Juventa-Verlag, Weinheim 1993, ISBN 3-7799-0389-X.
- Soziologie als Beruf in der Universität. Autobiographische Notizen. In: Karl Martin Bolte (Hrsg.): Soziologie als Beruf. Erinnerungen westdeutscher Hochschulprofessoren der Nachkriegsgeneration (= Soziale Welt, Sonderband 11). Nomos, Baden-Baden 1998, S. 315–329, ISBN 3-7890-5453-4.
- Berufliche Arbeit im Übergang von der Industrie- zur Dienstleistungsgesellschaft. In: Thomas Kurtz (Hrsg.): Aspekte des Berufs in der Moderne. Leske + Budrich, Opladen 2001, S. 21–38, ISBN 3-8100-2846-0.